# Forte de Santo António da Piedade
O Forte de Santo António da Piedade, ou apenas Forte de Santo António, localiza-se em Bacelo, na freguesia de Bacelo e Senhora da Saúde, na cidade e município de Évora, distrito do mesmo nome, em Portugal.
O Forte de Santo António encontra-se classificado como Imóvel de Interesse Público desde 1957.

## História
No contexto da Guerra da Restauração, na década de 1650, João IV de Portugal determinou erguer, na cerca do antigo Convento de Santo António da Piedade este forte para complemento da defesa da cidade. O seu projeto é possívelmente de autoria do engenheiro militar francês Nicolau de Langres.
Em maio de 1643 a sua construção encontrava-se muito atrasada, e ainda não possuía guarnição regular, razão pela qual foi ocupado, sem maior resistência, por forças espanholas. No mês seguinte, uma força combinada luso-britânica assediou-o e assaltou-o, logrando reconquistá-lo.
As suas obras foram concluídas apenas por volta de 1680.
Após a extinção das ordens religiosas (1834), o convento, a cerca e o forte serviram durante alguns anos como cemitério público municipal, até serem vendidos pelo Estado a particulares. Estes descaracterizaram as instalações do antigo convento franciscano, adaptando-o a residência.
Já no século XX, o conjunto foi adquirido pelo Seminário Maior de Évora. Nas dependências do convento funcionou, durante décadas, o Externato de Santo António, logo a seguir serviu-se de Casa Sacerdotal da Arquidiocese de Évora. Atualmente é o Seminário Missionário Arquidiocesano Redemptoris Mater de Évora.
As muralhas do forte encontram-se há já algum tempo em obras de conservação, por iniciativa da responsabilidade da Direcção-Geral dos Edifícios e Monumentos do Sul.

## Características
De tipo Vauban, apresenta planta quadrada com baluartes nos vértices com guaritas, na cota de nível 290 metros, a cerca de 250 metros a nor-noroeste da cidade intra-muros. É servido por uma porta de campanha e era envolvido por um fosso.